# Bartshausen
Bartshausen ist eine Ortschaft der Stadt Einbeck im südniedersächsischen Landkreis Northeim.

## Geografie

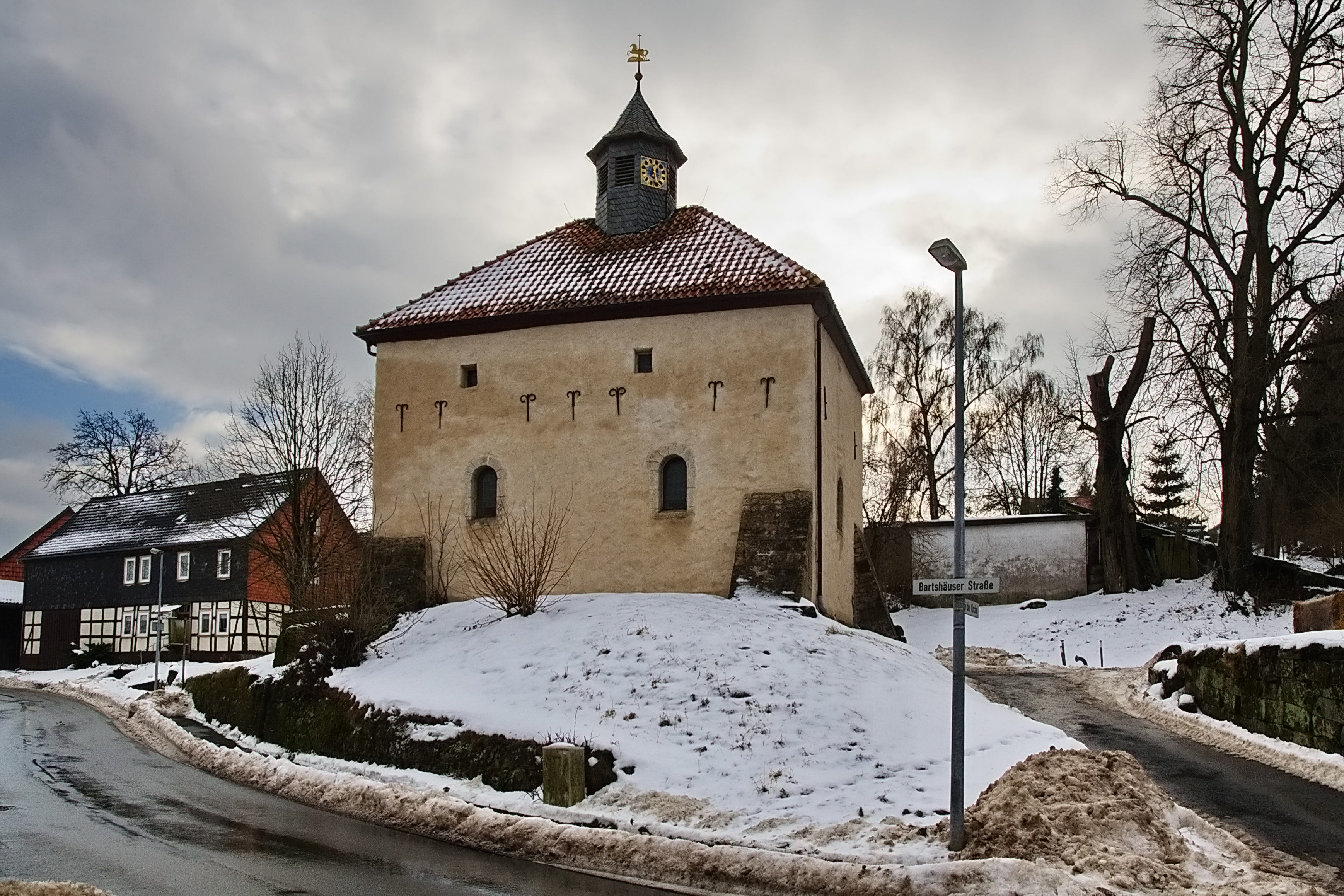
Kapelle

Das Dorf Bartshausen befindet sich im nordwestlichen Teil der Stadt Einbeck, das über die Kreisstraße 658 mit der Bundesstraße 3 verbunden ist.

## Geschichte
Der Ort wurde im Jahr 1245 unter dem Namen Bartoldeshusen erstmals urkundlich erwähnt. Der Name leitet sich vermutlich ab von Haus des Barthold.
Als Wachturm der damals am Dorf entlang verlaufenden Einbecker Landwehr wurde der Bartshäuser Turm 1439 erstmals erwähnt. Man riss ihn erst im Jahr 1895 ab. Bis dahin markierte er die Grenze zwischen dem Herzogtum Braunschweig und dem Königreich Hannover.
Im Zuge der Gebietsreform in Niedersachsen, die am 1. März 1974 stattfand, wurde die zuvor selbständige Gemeinde Bartshausen durch Eingemeindung zur Ortschaft der Stadt Einbeck.

## Politik

### Ortsrat
Der Ortsrat "Auf dem Berge", der die Ortschaften Bartshausen, Brunsen, Hallensen, Holtershausen, Naensen, Stroit, Voldagsen und Wenzen gemeinsam vertritt, setzt sich aus 13 Ratsmitgliedern zusammen. Bei der Kommunalwahl 2021 ergab sich folgende Sitzverteilung:
- Wgem. "Auf dem Berge": 13 Sitze

### Ortsbürgermeister / Ortsbeauftragter
Der Ortsbürgermeister ist Gerhard Mika (WG).
Ortsbeauftragter ist Andreas Böhnke.

### Wappen
| Wappen von Bartshausen | Blasonierung: „Im blau und golden schräggeteilten Wappenschild wächst aus der oberen Hälfte ein silberner Turm, unten ein schräggelegtes blaues Hufeisen, im Schildfuß ein blauer Berg.“ |
| Wappen von Bartshausen | Wappenbegründung: Der Turm weist auf den Barthäuser Wachturm hin, das blaue Hufeisen erinnert an den Dorfschmied, der hier am Handelsweg wichtige Dienste leistete. Der blaue Berg im Schildfuß symbolisiert die Dörfer „Auf dem Berge“. Die Wappenfarben unterstreichen die Verbundenheit mit Braunschweig. |

## Kultur und Sehenswürdigkeiten
- Die Kapelle des Ortes aus Kalkbruchstein mit wehrhaftem Äußeren wurde im Jahr 1562 erstmals erwähnt, soll jedoch bereits im 12. oder 13. Jahrhundert errichtet worden sein.